# Edoardo Faieta
Edoardo Faieta (Steubenville, 19 gennaio 1928 – Steubenville, 18 settembre 1993) è stato un attore e wrestler statunitense.
Come attore, fu attivo negli anni settanta e si specializzò in ruoli di caratterista. È accreditato anche come Eddy Fay, Edoardo Fajeta, Edy Fajeta ed Eduardo Faieta.
Prima di intraprendere l'attività di attore, fu un wrestler di discreto successo.

## Biografia
Edoardo "Eddie" Faieta era nato a Steubenville nel 1928, capoluogo della contea di Jefferson nello Stato dell'Ohio negli Stati Uniti d'America, ed è cresciuto per le strade nel quartiere italiano di Steubenville. Eddie divenne un lottatore dopo essere stato un pugile, dove era stato un partner sparring per Billy Conn, il campione di boxe dei pesi massimi leggeri, nel 1939 e nel 1940.
Eddie iniziò a lottare nel 1949. Durante la sua carriera di wrestling era anche conosciuto come Ed Gardenia, Daniel Boone Savage, Eddie Fay, The Golden Terror e Gypsy Moe, ma il suo vero nome era Eddie Faieta. Uno dei più grandi match della sua carriera è stato nell'estate del 1953 quando ha lottato, come Gypsy Moe, contro Gorgeous George in un evento principale nella Tacoma Ice Arena.
Lasciò il wrestling e tornò a Steubenville nel 1966 per sottoporsi ad un intervento chirurgico al ginocchio e alla fine si ritirò dal ring e divenne un attore caratterista, riconoscibile dalla grossa stazza fisica, presente in molti film italiani di Alberto Sordi, tra i quali spiccano i ruoli dello spietato generale coloniale portoghese Gutierrez nel film Finché c'è guerra c'è speranza e del sanguigno e carnale proprietario di teatro abruzzese Don Ciccio in Polvere di stelle.

## Filmografia parziale
- Anastasia mio fratello, regia di Steno (1973)
- Polvere di stelle, regia di Alberto Sordi (1973)
- Anche gli angeli tirano di destro, regia di Enzo Barboni (1974)
- Finché c'è guerra c'è speranza, regia di Alberto Sordi (1974)
- Il conte di Montecristo, regia di David Greene (1975)
- Di che segno sei? (episodio Il fuoco), regia di Sergio Corbucci (1975)
- Il sergente Rompiglioni diventa... caporale, regia di Mariano Laurenti (1975)
- Piedone a Hong Kong, regia di Steno (1975)
- Occhio alla vedova, regia di Sergio Pastore (1975)
- Calore in provincia, regia di Roberto Bianchi Montero (1975)
- Gli amici di Nick Hezard, regia di Fernando Di Leo (1976)
- Il Corsaro Nero, regia di Sergio Sollima (1976)
- E tanta paura, regia di Paolo Cavara (1976)
- Yeti - Il gigante del 20º secolo, regia di Gianfranco Parolini (1977)
- Il Signore degli Anelli, regia di Ralph Bakshi (1978)

## Doppiatori italiani
- Sergio Fiorentini in Anche gli angeli tirano di destro, Yeti - Il gigante del 20º secolo
- Glauco Onorato in Il Corsaro Nero
- Vinicio Sofia in E tanta paura